# Office of Public Works

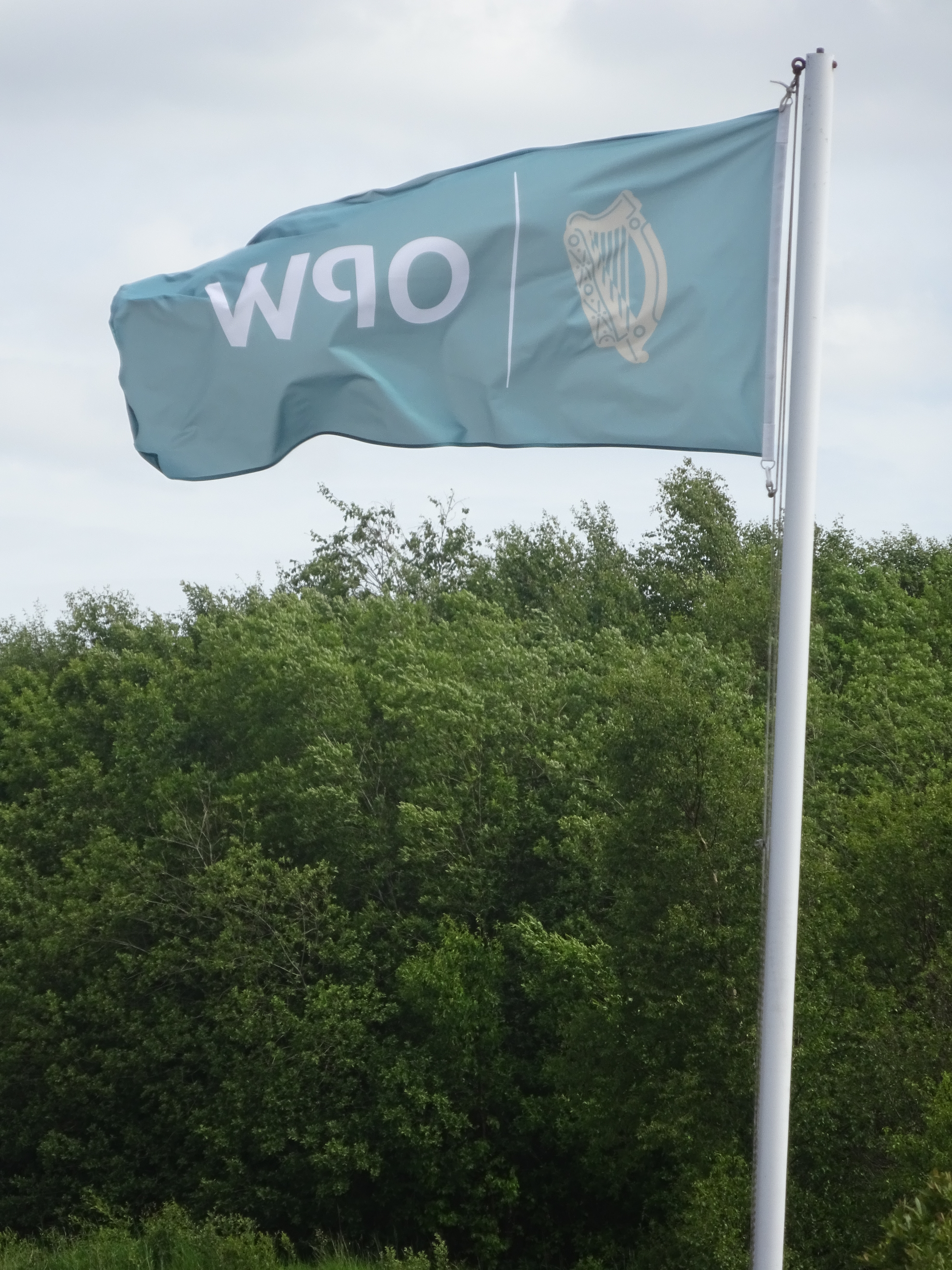
OPW-Flagge

Das Office of Public Works (OPW) (irisch Oifig na nOibreacha Poiblí) (de jure: Commissioners of Public Works in Ireland) ist eine der größeren irischen Behörden. Das OPW verfügt über das Grundvermögen des irischen Staates, darunter zahlreiche Gebäude, in denen die Behörden und Einrichtungen des irischen Staates untergebracht sind. Es kontrolliert die als Nationaldenkmäler (Nationale Monuments) eingestuften Liegenschaften und betreibt diese zum Teil in eigener Regie. Schließlich ist das OPW für Ingenieurbauwerke zuständig, insbesondere für den Küsten- und Hochwasserschutz. Mit der Einrichtung des Ministeriums untersteht es dem Ministerium für öffentliche Ausgaben und Reformen (Ministry for Public Expenditure, National Development Plan Delivery and Reform). Der Staatsminister in dem Ministerium hat das OPW als besondere Aufgabe inne. 
Das OPW ist die zweitälteste Behörde bzw. staatliche Einrichtung der Irischen Republik, wenngleich es schon 1831 geschaffen wurde. Es übernahm bei Gründung die Aufgaben des Inspekteurs der Kasernen (Commissioners and Overseers of Barracks) und des Inspekteurs für Ingenieurbau (Board of Works resp. Civil Buildings Commissioners). Weitere Aufgaben wurden vom Generaldirektorat für Binnenschifferei, der Postbehörde und der Behörde für das Entgelt des öffentlichen Dienstes übernommen.
Mit Beginn des 21. Jahrhunderts übernahm das OPW auch das Government Publications Office und veröffentlicht den Irischen Staatsanzeiger, den Iris Oifigiúil. Beschaffungsaufgaben wurden jedoch 2014 auf das öffentliche Beschaffungsamt abgegeben. 

## Besondere Liegenschaften
Das OPW verfügt über bekannte Liegenschaften in Irland. Insbesondere das Dublin Castle, der Phoenix Park und zahlreiche Gerichts- und Wohngebäude wurden 1834 in das Portfolio übergeben. 1836 kamen das Treasury Building (damals umgebaut in die Royal Irish Constabulary) und 1842 das Royal Hospital in Kilmainham sowie das Smithfield Prison dazu. Seit 1845 wurden die Universitätsgebäude in Cork, Galway und Belfast sowie Maynooth College übernommen. 

## Anfänge der Behörde im 19. Jahrhundert

### Eisenbahn
Ab 1842 wurde vom OPW der Schienenbau vorangetrieben. 

### Nationaldenkmäler
Ab 1869 wurden zahlreiche Kulturdenkmäler von der Church of Ireland auf das OPW übertragen. Die Klosterruinen von Glendalough, des Rock of Cashel, von Clonmacnoise und Monasterboice wurden mit vielen weiteren Kathedralen, Rundtürmen, Hochkreuzen, Mönchszellen und Ogham-Steineb übertragen. Bekannte Denkmäler wie Newgrange, Knowth und Dowth (Brú na Bóinne), der Grianan of Aileach und Staigue Fort, die Steinkreise von Moytura bei Cong, der Hill of Tara, Navan Fort, Slieve na Calliagh, und Queen Meaves Grab sowie das Knocknarea Ganggrab wurden dem OPW überantwortet.
1892 wurde mit einer Generalklausel dem OPW die Verantwortung über alle Kulturdenkmäler (any ancient or medieval structure of historic or architectural interest)übertragen und die Befugnisse 1903 and 1923 noch ausgebaut. Insbesondere bei Trim Castle ergaben sich Streitereien mit den Landbesitzern (hier: Lord Dunsany nach 1893).

## Im Irland des 20. Jahrhunderts
Bis in die 1920er Jahre war das OPW als britische Behörde für ganz Irland zuständig. Mit der Unabhängigkeit wurde die Zuständigkeit von britischen Schatzkanzler auf das Finanzministerium (bis 2011) übertragen.
Ab den 1980er Jahren wurde das Dublin Castle umfangreich saniert. Das frühere College of Science in der Merrion Street wurde zu einem Regierungsgebäude. Der Shannon-Erne-Kanal wurde zwischen 1990 und 1994 vom OPW saniert und schließlich im Plan wiedereröffnet. 
In den Jahren von 1998 und 2000 wurde ein neuer Komplex für Mitarbeiterbüros des irischen Parlaments (Leinster House) errichtet. Der Botanische Garten wurde erweitert, saniert wurde Rathfarnham Castle und der Bau von zwei Gebäuden für das Irish Museum of Modern Art abgeschlossen. Das OPW wurde sogar außerhalb von Irland tätig, baute am United Nations Plaza in New York und errichtete einen Pavillon auf der Expo 2000.

### Kulturdenkmäler
Bis 1996 oblag das gesamte Management, der Erhalt und der Betrieb der Kulturdenkmäler, dem OPW. 1996 wurde der Dúchas als Agentur (The Heritage Service) gegründet und der Denkmalschutz (National Monuments Service) mit dem Naturschutz (National Parks and Wildlife Service) verbunden. 2003 wurden die beiden Bereiche wieder geteilt. Der OPW übernahm von beiden Services einige Aufgaben, die unter der Marke Heritage Ireland fortgeführt wurden.
Das OPW rühmt sich damit, dass die sog. OPW-managed heritage sites zu den meistbesuchten Sehenswürdigkeiten Irlands gehören. 

## Das 21. Jahrhundert
2006 wurde der Behördensitz dezentral nach Trim, County Meath, Jonathan Swift Street, verlegt. 2008 konnte das Gebäude bezogen werden. Eine Außenstelle verblieb in Dublin, zunächst an der Adresse 52 St Stephen’s Green. 
2021 wurde die Außenstelle 52 St Stephen’s Green aufgegeben. 300 Mitarbeiterinnen und Mitarbeiter zogen in die 2 George’s Quay in Dublin.
Das OPW ist Liegenschafts- und Bauverwaltung der irischen Regierung und nachgeordneten Einrichtungen. Das OPW ist auch für die staatliche Kunstsammlung zuständig und zahlreiche Büchereien. Während im 20. Jahrhundert noch das Kanalsystem vom OPW betreut wurde, sind heute Deiche, Siele und das gesamte Hochwasserschutzsystem Gegenstand des Aufgabenportfolios. 2019 betrieb das OPW 434 Messstationen. Zahlreiche Küstenschutzprojekte wurden und werden umgesetzt. 
Heute hat das OPW etwa 2400 Mitarbeiterinnen und Mitarbeiter und ein Jahresbudget von 424 Millionen Euro (2019). 

### Organisation
Der Staatsminister des zuständigen Ministeriums ist derzeit Kevin Moran (seit Januar 2025). Verwaltungsleiter und Verantwortlicher Beamter (Chairman) ist Maurice Buckley (seit 2016). Die Mitarbeiterinnen und Mitarbeiter sind Teil des An Státseirbhís, des öffentlichen Dienstes der Republik Irland (Civil service of the Republic of Ireland). Das OPW hat einen eigenen Haushalt und bekommt Teilzahlungen aus den übrigen Ressorts für den Betrieb der Einrichtungen. 
Der Heritage Service und das Government Publication Office sind die beiden Unterorganisationen des OPW.